# دانیل هاریس
دانیل اکلس (انگلیسی: Danneel Ackles؛ زادهٔ ۱۸ مارس ۱۹۷۹) پیش‌تر دانیل هریس (انگلیسی: Danneel Harris)؛ هنرپیشه و مانکن اهل ایالات متحده آمریکا است. وی از سال ۱۹۹۶ میلادی تاکنون مشغول فعالیت بوده‌است.

## اوایل زندگی
التا دانیل گراول در لافایت، لوئیزیانا متولد و در پریش سنت لندری، لوئیزیانا بزرگ شد. پدرش ادوارد ای. گراول متخصص چشم و مادرش دبورا گراول طراح داخلی است. نام او، التا، برگرفته از نام مادربزرگش است، اما او معمولا از نام میانی‌اش، دانیل، استفاده می‌کند که الهام گرفته از خیابان دانیل در نیواورلئان است. او برای فعالیت در عرصه مدلینگ به لس آنجلس نقل‌مکان کرد و با شرکت‌هایی همچون جویسی جینز و بیگ سکسی هیر همکاری و در چندین تبلیغ تلویزیونی ظاهر شد. او بعدها وارد عرصه بازیگری شد.

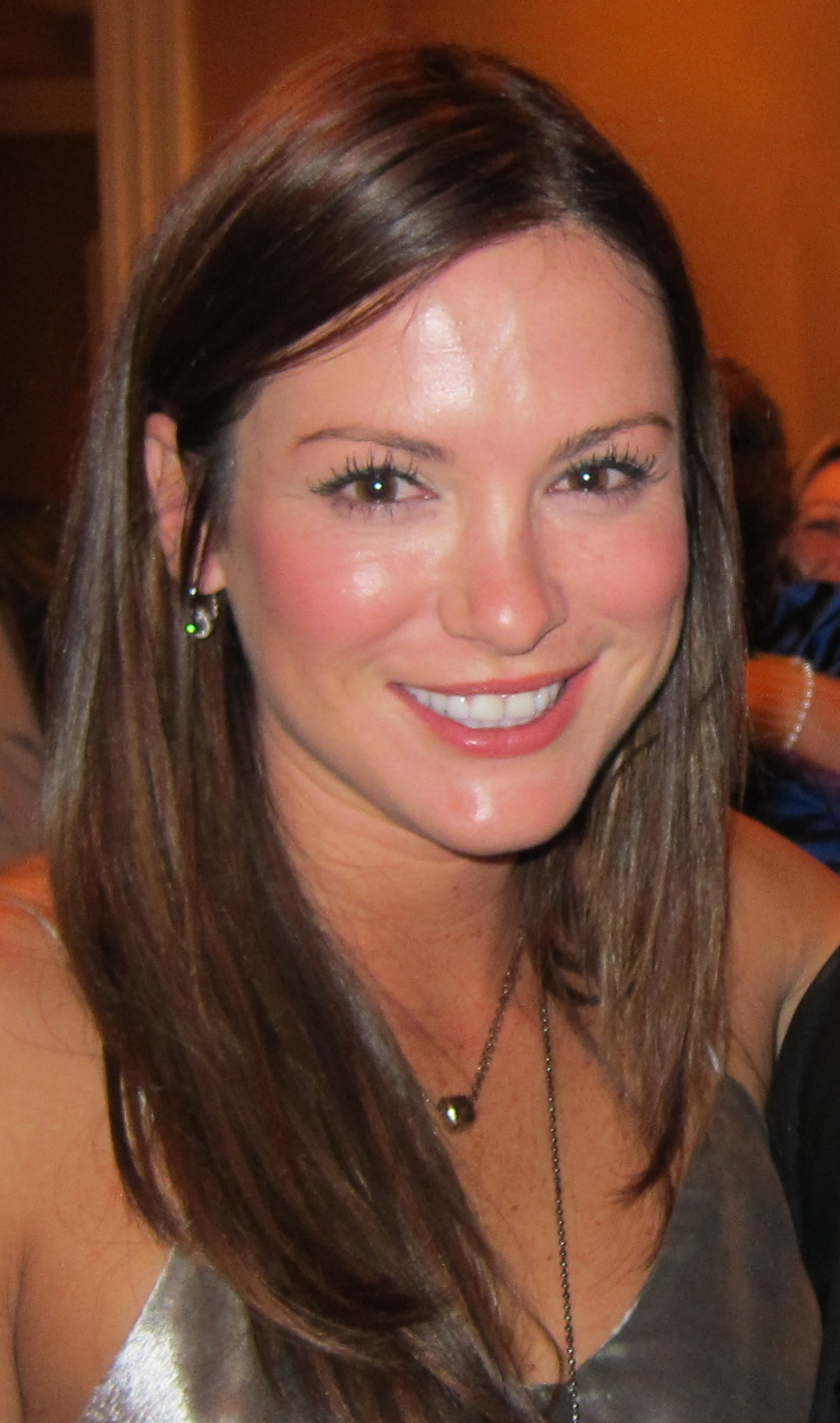
هریس در سال ۲۰۱۱

## زندگی شخصی
دانیل هریس در نوامبر ۲۰۰۹، با جنسن اکلس، ستاره سریال سوپرنچرال نامزد و در ۱۵ مه ۲۰۱۰ در دالاس، تگزاس ازدواج کردند. آن‌ها در ۷ ژانویه ۲۰۱۳ اعلام کردند که در انتظار اولین فرزند خود هستند. دختر آن‌ها در مه ۲۰۱۳ زاده شد. در ۱۰ اوت ۲۰۱۶، این زوج اعلام کردند که در انتظار دوقلو‌های خود هستند. دوقلوهای آن‌ها، یک دختر و یک پسر، در دسامبر ۲۰۱۶ زاده شدند.

## فیلم‌شناسی

### سینما
| سال  | عنوان                                  | نقش       | یادداشت |
| ---- | -------------------------------------- | --------- | ------- |
| ۲۰۰۷ | قهرمان ده‌اینچی                         | پاتریشا   |         |
| ۲۰۰۸ | هارولد و کومار فرار از خلیج گوانتانامو | ونسا      |         |
| ۲۰۱۰ | نقشه جایگزین                           | اولیویا   |         |
| ۲۰۱۱ | هم‌اتاقی                                | ایرون کرو |         |
| ۲۰۱۱ | کریسمس استثنایی هارولد و کومار         | ونسا      |         |

### تلویزیون
| سال       | عنوان                   | نقش        | یادداشت                |
| --------- | ----------------------- | ---------- | ---------------------- |
| ۲۰۰۴      | این رفتارت را دوست دارم | کیت        | ۴ قسمت؛ فصل ۲          |
| ۲۰۰۴      | جویی                    | کتی هارپر  |                        |
| ۲۰۰۵      | افسون‌شده                | پگی متیوز  |                        |
| ۲۰۰۵–۲۰۱۰ | تپه تک‌درخت              | راچل       | نقش مکمل؛ ۵۲ قسمت      |
| ۲۰۰۸      | آشنایی با مادر          | نورا       |                        |
| ۲۰۰۹      | ان‌سی‌آی‌اس                | جسیکا      |                        |
| ۲۰۰۹      | سی‌اس‌آی: میامی           | ابی دانسون |                        |
| ۲۰۱۸–۲۰۲۰ | سوپرنچرال               | خواهر جو   | نقش مکمل؛ فصل ۱۳ تا ۱۵ |